# Boiga wallachi
Boiga wallachi este o specie de șerpi din genul Boiga, familia Colubridae, descrisă de Das 1998. Conform Catalogue of Life specia Boiga wallachi nu are subspecii cunoscute.